# Gerinne 613989
Gerinne 613989 ist ein 860 Meter langer Gebirgsbach im Ort Zeiringgraben, der einen hinteren Bereich des gleichnamigen Tals durchfließt und in den Zeiringbach mündet.